# توفرسين

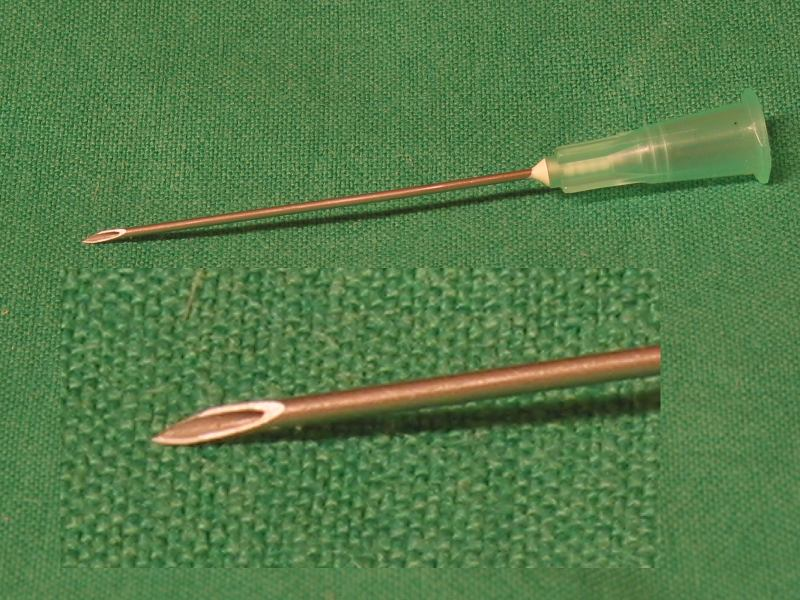
إبرة تحت الجلد

توفرسين (Tofersen)، الذي يباع تحت الإسم التجاري قلسودي (Qalsody) هو دواء يستخدم لعلاج التصلب الجانبي الضموري (ALS).  على وجه التحديد، لدى الأشخاص الذين لديهم طفرة في الجين فوق أكسيد ديسموتاز 1 (SOD1)، والذي يتواجد في 2٪ من الحالات عموما.   و يعطى عن طريق الحقن في النخاع الشوكي. 
تشمل الآثار الجانبية الشائعة للعلاج على؛ التعب و آلام المفاصل و زيادة خلايا الدم البيضاء في السائل الدماغي الشوكي و ألم العضلات.  قد تشمل الآثار الجانبية الأخرى التهاب النخاع، و زيادة الضغط داخل الجمجمة، و التهاب السحايا العقيم.  و هو عبارة عن قليلات النوكليوتيد المضاد للاتجاه والذي يقلل من إنتاج فوق أكسيد ديسموتاز 1. 
تمت الموافقة على استخدامه طبيًا في الولايات المتحدة في عام 2023.  و اعتبارًا من عام 2023، تبلغ تكلفته حوالي 158000 دولارًا أمريكيًا سنويًا في الولايات المتحدة.  حصل على صفة الدواء اليتيم في أوروبا عام 2016. 